# Reserva natural Gran ártico
La Reserva Natural Estatal el gran ártico (en ruso:: Большой Арктический государственный природный заповедник) es una reserva natural en Krai de Krasnoyarsk, Rusia. Con una superficie de 41.692 kilómetros cuadrados, es la reserva más grande de Rusia y Eurasia; también es una de las más grandes del mundo.
Fue fundada el 11 de mayo de 1993 por la Resolución n.º 431 del Gobierno de la Federación de Rusia. Los parques naturales de Rusia se conoce como zapovedniks.
Muchos animales y plantas están dentro de la Gran Reserva Natural del Ártico sin la intervención humana. Entre los animales que están protegidos en esta reserva, algunos de los más importantes son el oso polar, el zorro ártico, el búho nival, el reno y la beluga.
Secciones de la reserva
- Isla Dikson
- Islas del Mar de Kara
- Cuenca del Río Piásina
- Bahía Middendorff
- Archipiélago de Nordenskiöld
- Cuenca del Río Taimir
- Lago Taimir
- Península de Taimyr
- Islas del Golfo de Yeniséi